# Sternaspis maior
Sternaspis maior är en ringmaskart som beskrevs av Chamberlin 1919. Sternaspis maior ingår i släktet Sternaspis och familjen Sternaspidae. Inga underarter finns listade i Catalogue of Life.